# Polomka
Polomka (in tedesco Morgenbach; in ungherese Garamszécs; in ruteno Polimka), è un comune della Slovacchia facente parte del distretto di Brezno, nella regione di Banská Bystrica.

## Geografia fisica
Il villaggio di Horehron si trova sulla riva destra del Hron, a circa 20 km a est di Brezno. Si estende fino alle pendici meridionali dei Bassi Tatra e alla loro confluenza con il Veporské vrchy. Il territorio sulla riva destra del Hrona si trova nella zona di protezione del Nízke Tatry NP, mentre la riva sinistra si trova nella zona di protezione del Muránska planina NP.
La strada I/66 da Brezno a Červená Skala passa per il centro del paese, la linea ferroviaria Banská Bystrica-Červená Skala passa per il confine meridionale del paese. Lo stemma del paese mostra una mano con un'ascia.

## Storia
Sorto nel 1390, il villaggio venne popolato da pastori ruteni nel 1551. A quel tempo la giustizia veniva amministrata secondo il diritto valacco. A partire dal XVI secolo cominciò lo sfruttamento delle locali miniere d'oro, argento e ferro e sorsero alcune fucine. Tuttavia, l'economia pastorale rimase a lungo una delle occupazioni principali degli abitanti di Polomka. Il villaggio soffrì duramente le scorribande dei Turchi nel XVI secolo. 
È menzionato nel 1551 con il nome di Polunka, nel 1573 come Pollvnka e nel 1773 come Polonka.

## Monumenti e luoghi d'interesse
- Chiesa cattolica romana di San. Ján Krstiteľ, edificio ad una navata con terminazione poligonale del presbiterio e immaginaria torre della prima metà del XVII secolo. La chiesa fa parte dell'area fortificata, l'ingresso è concepito come un campanile in legno, facente parte della cinta difensiva. L'edificio della chiesa presenta facciate lisce con angoli squadrati. La torre è terminata con un elmo a campana.
- Cappella di San Ján Nepomucký del 1828. La cappella è sormontata da una caratteristica torre divisa da campi di lisene, terminanti con un elmo a campana.